# ヘレス・デ・ガルシア・サリナス
ヘレス・デ・ガルシア・サリナス (Jeréz de García Salinas) はメキシコのサカテカス州にある都市、基礎自治体である。人口は5万7610人（2010年）。農業地域にある商業地で、市場が開かれる広場がある。プエブロ・マヒコ選出都市。